# Phyllopoda
Phyllopoda is een onderklasse van Branchiopoda of kieuwpootkreeftjes.

## Superorden
- Diplostraca Gerstaecker, 1866

## Orden
- Notostraca (Kopschildkreeftjes) Sars, 1867